# 1932 en numismatique
Chronologie de la numismatique
- 1931 en numismatique - 1932 en numismatique - 1933 en numismatique

Cet article présente les faits marquants de l'année 1932 en numismatique.

## Principaux événements numismatiques de l'année 1932

### Par dates

#### Dates à préciser
- Népal : Le mohar d'argent est remplacé par la roupie au taux de 2 mohar = 1 roupie.